# لينارت هيلمان
لينارت هيلمان (بالسويدية: Lennart Hellman)‏ هو لاعب هوكي الجليد سويدي، ولد في 2 سبتمبر 1914، وتوفي في 23 سبتمبر 1960.

## وصلات خارجية
- لينارت هيلمان على موقع EliteProspects.com (الإنجليزية)
- لينارت هيلمان على موقع أوليمبيديا (الإنجليزية)
- لينارت هيلمان على موقع اللجنة الأولمبية السويدية (السويدية)